# Љубо Думичић
Љубо Думичић (Подстрана, код Сплита, 7. јануар 1920 — планина Биоково, 27. април 1943), учесник Народноослободилачке борбе и народни херој Југославије.

## Биографија
Рођен је 7. јануара 1920. године у селу Подстрани код Сплита, у сељачкој породици. Основну школу завршио је у родном месту, а 1934. године течај за напредне пољопривреднике у Книну. Након тога се вратио у родно село и бавио се пољопривредом. Велик утицај на опредељење Љубе имао је његов брат Винко, већ политички формиран студент агрономије. Његовом иницијативом организовано је у Подстрани туристичко друштво у коме се окупљала напредна омладина и преко које се успешно развијала антифашистичка делатност међу радним људима села. Члан Комунистичке партије Југославије постао је 1940. године. Од тада је његов рад још интензивнији. У селу је организовао основну партијску ћелију и два актива скојевске организације.
Одмах после окупације земље, 1941. године, није се одазвао позиву за војску НДХ, већ је прешао у илегалност и радио на припремању устанка и мобилизацији бораца. Био је један од оснивача Мосорске партизанске чете, у коју је и сам ступио с 15 омладинаца, фебруара 1942. године. Био је заменик командира, па командир чете.
Думичић се истакао у акцијама против Италијана и усташа у Далмацији. Почетком јула 1942. године, добио је задатак да са својом јединицом брани положај Рупотине—Солин и спречи надирање Италијана из Сплита, преко Сиња, ка Ливну. Са својих 76 партизана у тродневним борбама успео је да заустави планирани продор непријатеља. Крајем новембра руководио је нападом на усташе у селу Кучићима код Омиша. Јуришајући на челу колоне својих бораца, бацао је бомбе на бункер, из којег су усташе пружале жесток отпор. Том приликом, пред улазом у бункер, тешко је рањен његов борац Шиме Лалић. Излажући опасности властити живот, Љубо је пришао бункеру и извукао рањеног Шиму.
Четвртог децембра је, као командант Мосорског батаљона, у сарадњи с Трећим батаљоном Треће далматинске бригаде, из заседе напао италијанску колону код села Подстране. Тада су уништена два непријатељска камиона, а погинула су 42 војника и два официра.
Крајем марта 1943. године, Љубо је био предвиђен за команданта Цетинског партизанског одреда али, приликом испитивања прве израђене ручне бомбе у Техничкој радионици на Биокову, 22. априла, остао је тешко рањен, а 27. априла је подлегао ранама.
Одлуком председника Федеративне Народне Републике Југославије Јосипа Броза Тита, 24. јула 1953. године, проглашен је за народног хероја.